# Шанхайско слънце
Шанхайско слънце (на английски: Shanghai Noon) е американски филм комедия, комбинация от бойни изкуства и уестърн, излязъл по екраните през 2000 година. В главните роли участват Джаки Чан и Оуен Уилсън. Действието на филма се развива в американския див Запад през 19 век, основно в щата Невада. Разказва се за двама много различни мъже, събрани по стечения на обстоятелствата, които стават приятели. Единият е бял разбойник, търсен от закона за ограбване на влакове, друият е китайски имперски гвардеец, който пристига в Америка да спаси китайската принцеса, която е отвлечена от китайски предател и пратена да работи на каменоломните.
През 2003 година излиза продължение, „Шанхайски рицари“.